# Cathédrale de Lugano
Cette  cathédrale n’est pas la seule cathédrale Saint-Laurent.
La cathédrale de Lugano, appelée en italien Cattedrale di San Lorenzo soit cathédrale Saint-Laurent, est la cathédrale du diocèse de Lugano, dans le canton du Tessin, en Suisse.

## Histoire
L'église, dédiée à saint Laurent, est mentionnée pour la première fois en 818. En 1078, elle devient une collégiale, puis en 1888 une cathédrale. Le bâtiment original, de style roman, était orienté à l'inverse du bâtiment actuel. C'est au XVe siècle que l'église fut agrandie et que l'entrée fut déplacée à sa position actuelle ; dans le même temps, le plafond, alors ouvert, fut couvert d'un toit monté sur des voûtes d'arêtes.
Entre 1905 et 1910, le bâtiment connut à nouveau d'importants travaux de rénovation. À cette occasion, des chapelles de style baroque furent détruites alors que l'intérieur fut décoré de fresques réalisées par Ernesto Rusca. Il est inscrit comme bien culturel suisse d'importance nationale.

## Façade
La principale caractéristique de la cathédrale est sa façade en trois parties, inspirée des travaux de Giovanni Antonio Amadeo à la chartreuse de Pavie et réalisée en pierre blanche de Saltrio et de Viggiù ainsi qu'en marbre de Carrare. Le secteur central comporte la porte principale surmontée d'une rosace décorée de chérubins. Les battants des portes sont décorés de figures animales, alors que la porte centrale, appelée porte des Saints, comprend 5 médaillons représentant 4 saints et, au milieu, la Vierge Marie portant l'enfant Jésus. Entre les portes se trouvent des bustes des quatre Évangélistes et des rois Salomon et David.

## Sources
- (en) Cet article est partiellement ou en totalité issu de l’article de Wikipédia en anglais intitulé « Cathedral of Saint Lawrence (Lugano) » (voir la liste des auteurs).